# Sebastian Bonnet
Sebastian Bonnet (Bratislava, 27 marzo 1978) è un attore pornografico, produttore cinematografico e regista pornografico slovacco meglio conosciuto nell'azienda di film pornografici Sex Buddies.

## Filmografia

### Attore
- Frisky Summer 2 (1997)
- Sunshine After The Rain (1997)
- Wide Open (1997)
- English Student (1999)
- Frisky Memories (1999)
- English Lessons (2000)
- All About Bel Ami (2001)
- Cover Boys (2001)
- Personal Trainers (2001)
- Personal Trainers 2 (2001)
- Personal Trainers 3 (2001)
- Frisky Summer 4: Summer Loves (2002)
- Out at Last 2: Bonbons (2002)
- Personal Trainers 4 (2002)
- Personal Trainers 5 (2002)
- Personal Trainers 6 (2002)
- Alpine Adventure (2003)
- Just For Fun (2003)
- Out at Last 3: Cocktails (2003)
- Out at Last 4: Bazaar (2003)
- Personal Trainers 7 (2003)
- Personal Trainers 8 (2004)
- Personal Trainers 9 (2004)
- A+ (2005)
- Lukas In Love 2 (2005)
- No Experience Necessary (2006)
- Out at Last 5: Striptease (2006)
- Out in Africa (2006)
- Out In Africa 3 (2006)
- Pillow Talk 2 (2006)
- Pillow Talk 3 (2006)
- Undressed Rehearsals 1 (2006)
- Bel Ami XL Files 6 (2007)
- Personal Trainers 10 (2007)
- Too Many Boys 2 (2007)
- A+ 2 (2008)
- Johan's Journal 1: Sun Kissed (2008)
- Personal Trainers 11 (2008)
- Private Life of Josh Elliot (2008)
- Johan's Journal 2: Eye Candy (2009)
- Sex Buddies 1 (2009)
- Dirty Secrets (II) (2010)

### Regista
- Boy Watch 4 (2003)
- Bel Ami XL Files 3 (2005)
- No Experience Necessary (2006)
- Personal Trainers 10 (2007)